# Шиян Ольга Галактіонівна
О́льга Галактіо́нівна Шия́н (22 вересня 1914, Опішня — 2001) — українська майстриня народної керамічної іграшки та скульптури; членкиня Спілки радянських художників України з 1962 року.

## Біографія
Народилася 22 вересня 1914 року в селі Опішні (нині селище Полтавського району Полтавської області України). Від 1940 року жила і працювала в Одесі. Мешкала в будинку на вулиці Другій Перекопській № 9, квартира № 10. Померла у 2001 році.

## Творчість
Працювала в галузі декоративного мистецтва (художня кераміка). Створювала глиняні іграшки, індики, поросята, баранчики, вершники, квартет зайців та інше. Серед робіт теракотові композиції: «Бабуся зі свинкою», «Квартет зайців», «Рибки», серія «Музики» (1976).
Брала участь у республіканських виставках з 1960 року. Її роботи були представлені на Всесвітній виставці 1967 року у Монреалі. 
Окремі роботи майстрині зберігаються у Музеї етнографії та художнього промислу у Львові, Національному музеї українського народного декоративного мистецтва у Києві, в Одеському художньому музеї.